# Большое Васильево
Большо́е Васи́льево —  деревня в городском округе Семёновский Нижегородской области России. Входит в состав Медведевского сельсовета.

## География
Деревня расположена в лесистой местности, севернее города Семёнов, в 10 км от административного центра сельсовета — деревни Медведево и 66 км от областного центра — Нижнего Новгорода.

## Население
| 2002 | 2010 |
| ---- | ---- |
| 86   | ↘69  |